# Werauhia marnier-lapostollei
Werauhia marnier-lapostollei là một loài thuộc chi Werauhia. Đây là loài bản địa của Costa Rica.